# 圣罗曼德莱尔
圣罗曼德莱尔（法語：Saint-Romain-de-Lerps，法語發音：[sɛ̃ ʁɔmɛ̃ də lɛʁ]）是法国阿尔代什省的一个市镇，属于罗讷河畔图尔农区。

## 地理
圣罗曼德莱尔（44°58'44"N, 4°47'48"E）面积14.14 平方千米，位于法国奥弗涅-罗讷-阿尔卑斯大区阿尔代什省，该省份为法国东南部内陆省份，北起顺时针与卢瓦尔省、伊泽尔省、德龙省、沃克吕兹省、加尔省、洛泽尔省和上盧瓦爾省接壤。
与圣罗曼德莱尔接壤的市镇（或旧市镇、城区）包括：尚皮、沙托布尔、科尔纳斯、格兰、普拉、圣佩赖、圣西尔韦斯特。
圣罗曼德莱尔的时区为UTC+01:00、UTC+02:00（夏令时）。

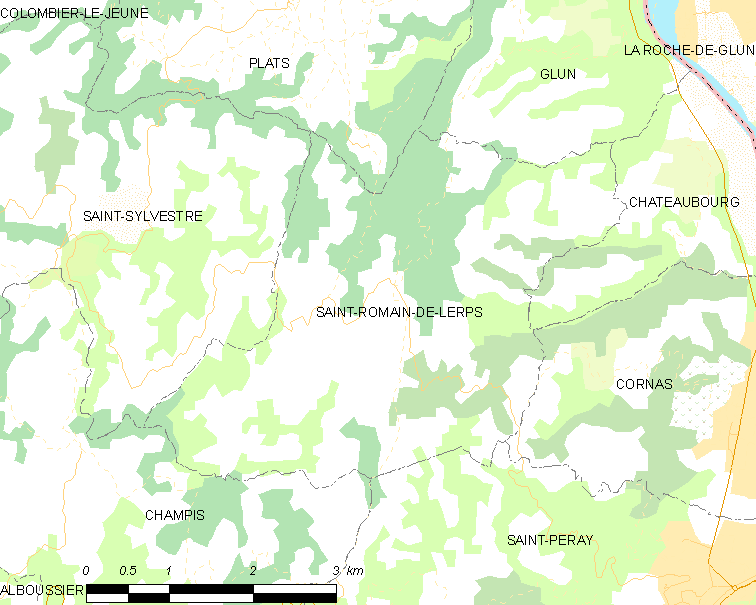
圣罗曼德莱尔的OSM定位图

## 行政
圣罗曼德莱尔的邮政编码为07130，INSEE市镇编码为07293。

## 政治
圣罗曼德莱尔所属的省级选区为吉耶朗-格朗日县。

## 人口

1962-2008年间圣罗曼德莱尔人口变化图示

圣罗曼德莱尔于2022年1月1日时的人口数量为989人。